# Idioma maipure
El maipure (Maypure, Mejepure) es una lengua extinta de la familia lingüística arawak.
Originalmente las lenguas arawak se nombraron a partir del maipure, por lo que esta familia de lenguas en mucha fuentes se sigue llamado todavía familia maipureana, aunque la mayor parte de la literatura reciente prefiere el nombre "familia arawak" (portugués aruaque, inglés arwakan).

## Aspectos históricos
La lengua fue documentada entre otros por Alexander von Humboldt hacia 1800, donde compiló listas de vocabulario de esta y otras lenguas cercanas. La lengua se hablaba a finales del siglo XVIII y principios del XIX, a lo largo de los ríos Ventuari, Sipapo y Autana en lo actualmente es el Estado Amazonas en Venezuela. Se usó como lingua franca, en la región del Alto Orinoco. Se extinguió entre finales del siglo XVIII y principios del XIX. R. Zamponi proporcionó un esbozo gramatical y una lista de vocabulario clasificada, basada en los materiales del siglo XVIII (especialmente los del misionero italiano Filippo S. Gilij).

## Descripción lingüística

### Clasificación
Kaufman (1994) considera que uno de las lenguas más cercana es el yavitero (extint en 1984), aunque también es cercano a otras lenguas del grupo que Kaufman llama grupo del alto Amazonas. Aikhenvald en cambio lo coloca en la rama Nawiki occidental..Finalmente, H. Ramirez (2020) lo coloca dentro del grupo del Alto Orinoco.